# William Karlsen
William Arnold Karlsen (ur. 26 lipca 1910 w Sarpsborgu, zm. 5 października 1986 w Oslo) – norweski pływak, specjalizujący się w stylu grzbietowym.
W wieku 22 lat Karlsen uczestniczył na Letnich Igrzyskach Olimpijskich 1932 w Los Angeles. Wziął wówczas udział w jednej konkurencji pływania, przepłynięcia 100 m stylem grzbietowym, gdzie nie zakwalifikował się do finału i ostatecznie zajął 9. miejsce. Były to jedyne igrzyska, na których wystąpił.